# Dávao del Sur
Dávao del Sur (cebuano: Habagatang Dabaw; tagalo: Timog Dabaw; inglés: Southern Davao) es una provincia en la región de Dávao en Filipinas. Su capital es Digos.

## Geografía
Dávao del Sur cubre un área total de 2.163,98 kilómetros cuadrados (835,52 millas cuadradas) que ocupa la sección suroeste de la región de Dávao en Mindanao. Cuando se incluye la ciudad de Dávao para fines geográficos, la superficie de la provincia es 4.607,59 kilómetros cuadrados (1.779,00 millas cuadradas). La provincia limita con Dávao del Norte al norte; Dávao Occidental al sureste; Cotabato del Norte y Sultan Kudarat al oeste; Cotabato del Sur y Sarangani al suroeste; y el golfo de Dávao al este.

## División administrativa
Políticamente la provincia de Dávao del Sur se divide en 9 municipios y 1 ciudad componente. Dávao, aunque parte de la provincia geográficamente, es gobernada independientemente.
|                      | - † Capital de la provincia y ciudad componente - Municipio - ‡ Ciudad altamente urbanizada (gobernada independientemente de la provincia) \| Ciudad/Municipio \| N.º de Barangays \| Población (2015) \| Área (km²) \| Código \| \| -------------------- \| ---------------- \| ---------------- \| ---------- \| --------- \| \| Bansalán \| 25 \| 60.440 \| 157,75 \| 112401000 \| \| Ciudad de Dávao ‡ \| 182 \| 1.632.991 \| 2.443,61 \| 112402000 \| \| Ciudad de Digos † \| 26 \| 169.393 \| 287,10 \| 112403000 \| \| Hagonoy \| 21 \| 53.309 \| 287,10 \| 112404000 \| \| Kiblaguán (Kiblawán) \| 30 \| 48.897 \| 390,07 \| 112406000 \| \| Magsaysay \| 22 \| 53.876 \| 268,09 \| 112407000 \| \| Malalag \| 15 \| 38.731 \| 352,95 \| 112408000 \| \| Matanao \| 33 \| 56.755 \| 202,40 \| 112410000 \| \| Padada \| 17 \| 26.587 \| 83,00 \| 112411000 \| \| Santa Cruz \| 18 \| 90.987 \| 319,91 \| 112412000 \| \| Sulop \| 25 \| 33.613 \| 155,26 \| 112414000 \| |                  |            |           |
| Ciudad/Municipio     | N.º de Barangays | Población (2015) | Área (km²) | Código    |
| Bansalán             | 25 | 60.440           | 157,75     | 112401000 |
| Ciudad de Dávao ‡    | 182 | 1.632.991        | 2.443,61   | 112402000 |
| Ciudad de Digos †    | 26 | 169.393          | 287,10     | 112403000 |
| Hagonoy              | 21 | 53.309           | 287,10     | 112404000 |
| Kiblaguán (Kiblawán) | 30 | 48.897           | 390,07     | 112406000 |
| Magsaysay            | 22 | 53.876           | 268,09     | 112407000 |
| Malalag              | 15 | 38.731           | 352,95     | 112408000 |
| Matanao              | 33 | 56.755           | 202,40     | 112410000 |
| Padada               | 17 | 26.587           | 83,00      | 112411000 |
| Santa Cruz           | 18 | 90.987           | 319,91     | 112412000 |
| Sulop                | 25 | 33.613           | 155,26     | 112414000 |

Nota: En calculando las estadísticas totales, la ciudad altamente urbanizada de Dávao está excluido.

## Idiomas
El cebuano es el idioma principal de la provincia.